# Laura Harris
Pour les articles homonymes, voir Harris.
Laura Harris est une actrice et productrice canadienne, née le 20 novembre 1976 à Vancouver (Canada).

## Biographie
Fille d'enseignants, Laura Harris commence sa carrière d'actrice dès l'âge de cinq ans dans des émissions radio canadiennes et fait ses débuts à la télévision en 1990 dans la série pour adolescents Fifteen (aussi connu sous le nom de Hillside) sur Nickelodeon. Elle part pour Los Angeles en 1997 et joue ses premiers rôles importants au cinéma dans les films Suicide Kings (1997), aux côtés de Christopher Walken, et The Faculty (1998) de Robert Rodriguez, où elle partage la vedette avec Elijah Wood et Josh Hartnett.
Elle tourne également dans de nombreuses séries télévisées avant d'obtenir le rôle de Daisy Adair dans la série Dead Like Me et celui de la terroriste Marie Warner dans la deuxième saison de 24 heures chrono. En 2006, elle tient l'un des rôles principaux du film d'horreur Severance. Elle tourne ensuite dans les séries Women's Murder Club et Defying Gravity.
Laura Harris a également créé sa propre société de production, Rocket Chicken International Pictures, avec le scénariste et réalisateur Jeff MacPherson.
Elle change de carrière en 2010 pour se tourner vers l'éducation, et reprend des cours à l'université de Californie à Berkeley. Après s'être intéressée à l'activisme, elle rejoint en 2013 une société de technologies qui aide également les communautés locales.

## Filmographie

### Cinéma
- 1992 : Telemaniacs (Stay Tuned) : Girlfriend #1
- 1995 : Best Wishes Mason Chadwick : May
- 1997 : Habitat (en) : Deborah Marlowe
- 1997 : Suicide Kings : Elise Chasten
- 1997 : Kitchen Party (en) : Tammy Driscoll
- 1998 : The Faculty : Marybeth Louise Hutchinson
- 1999 : The Manor : Gillian Ravenscroft
- 1999 : Gary & Linda (Just the Ticket) : Alice / Cyclops
- 2000 : The Highwayman : Ziggy Watson
- 2000 : The Calling : Kristie St. Clair
- 2001 : Going Greek (en) : Paige Forrester
- 2001 : Come Together : Charlotte Hart
- 2003 : A Mighty Wind : Girl Klapper
- 2003 : It's Better to Be Wanted for Murder Than Not to Be Wanted at All : Ann Clemons
- 2006 : Severance : Maggie
- 2008 : Corporate Affairs : Cassie Meyers
- 2012 : Path of Souls : Grace Hudson
- 2013 : Officer Down : Ellen Logue
- 2013 : The Privileged : Julia Westwood
- 2014 : Preggoland (en) : Shannon

### Télévision

#### Séries télévisées
- 1990 : Hillside (en) (rôle récurrent) : Ashley Frasier
- 1994 : L'Odyssée fantastique ou imaginaire (saison 3, épisode 4) : la vampire
- 1994 : Highlander (saison 3, épisode 8) : Julia Renquist
- 1995 : X-Files (saison 2, épisode 14 : La Main de l'enfer) : Andrea
- 1996 : Sliders : Les Mondes parallèles (saison 2, épisode 11) : Margo Hall
- 1997 : Au-delà du réel : L'aventure continue (saison 3, épisode 17) : Sarah Heyward
- 1997 : Poltergeist : Les Aventuriers du surnaturel (saison 2, épisode 9) : Tracy Lasker
- 1999 : Total Recall 2070 (saison 1, épisode 3) : Elana
- 2001 : Au-delà du réel : L'aventure continue (saison 7, épisode 6) : Mona Lisa 37X
- 2002-2003 : 24 Heures chrono (24) (saison 2, 14 épisodes) : Marie Warner
- 2003 : Jake 2.0 (saison 1, épisode 10) : Angela Hamilton / Angela Wright
- 2003-2004 : Dead Like Me (24 épisodes) : Daisy Adair
- 2005 : Dead Zone (saison 4, 3 épisodes) : Miranda Ellis
- 2006 : Stargate Atlantis (saison 3, épisode 15) : Nola
- 2007 : Les Experts (saison 7, épisode 17) : Diane Kentner
- 2007-2008 : Women's Murder Club (13 épisodes) : Jill Bernhardt
- 2009 : Defying Gravity (13 épisodes) : Zoe Barnes
- 2010 : Warehouse 13 (saison 2, épisode 8) : Lauren Andrews
- 2015 : Whole Day Down (5 épisodes) : Ester
- 2021 : Chabracadabra (Scaredy Cat) (3 épisodes) : Willow Ward

#### Téléfilms
- 1990 : « Il » est revenu (It) : Loni
- 1995 : Ebbie (en) : Martha Cratchet
- 1996 : The Halfback of Notre Dame : Jill Volsner
- 1996 : Jalousie maternelle (A Kidnapping in the Family) : Josie Cooper
- 1996 : Sabrina, l'apprentie sorcière : Freddie
- 1996 : Dangereuse Innocence (Abduction of Innocence) : Laura Rhoads
- 1996 : Murder at My Door : Valerie Sanders
- 1996 : Susie Q (en) : Jeanette
- 1996 : For Those Who Hunt the Wounded Down (en) : Lucy Bines
- 1997 : La Fugue (Moment of Truth: Into the Arms of Danger) : Jan
- 1998 : Nobody Lives For Ever : Kimberly Corley
- 2005 : Le Cauchemar d'Allison (A Friend of the Family) : Alison Shaw
- 2006 : Femmes d'exception (Four Extraordinary Women) : Sharon
- 2006 : Hollis & Rae : Rae Devereauz
- 2009 : Merlin et le livre des créatures (de) : Avlynn Pendragon
- 2011 : Le Prix d'une vie (Final Sale) : Ally Graves
- 2011 : Snowmageddon : Beth Miller
- 2013 : Le Déshonneur d'un colonel (An Officer and a Murderer) : inspecteur Jennifer Dobson
- 2021 : Maman disparue : L'histoire vraie de Jennifer Dulos (Gone Mom) de Gail Harvey : Audrey

## Distinctions

### Nominations
- 24e cérémonie des Boston Society of Film Critics Awards 2003 : Meilleure distribution dans une comédie musicale pour Les Grandes Retrouvailles (A Mighty Wind) (2003) partagée avec Bob Balaban, Ed Begley Jr., Christopher Guest, Jennifer Coolidge, John Michael Higgins, Michael Hitchcock, Linda Kash, Don Lake, Eugene Levy, Jane Lynch, Michael Mantell, Michael McKean, Larry Miller, Christopher Moynihan, Catherine O'Hara, Jim Piddock, Parker Posey, Harry Shearer, Deborah Theaker et Fred Willard......
- 2003 : Washington DC Area Film Critics Association Awards de la meilleure distribution dans une comédie musicale pour Les Grandes Retrouvailles (A Mighty Wind) (2003) partagée avec Bob Balaban, Ed Begley Jr., Christopher Guest, Jennifer Coolidge, John Michael Higgins, Michael Hitchcock, Linda Kash, Don Lake, Eugene Levy, Jane Lynch, Michael Mantell, Michael McKean, Larry Miller, Christopher Moynihan, Catherine O'Hara, Jim Piddock, Parker Posey, Harry Shearer, Deborah Theaker et Fred Willard.....
- 9e cérémonie des Screen Actors Guild Awards 2004 : Meilleure distribution pour une série dramatique pour 24 heures chrono (24) (2001-2010) partagée avec Reiko Aylesworth, Xander Berkeley, Carlos Bernard, Jude Ciccolella, Sarah Clarke, Elisha Cuthbert, Michelle Forbes, Dennis Haysbert, Leslie Hope, Penny Johnson Jerald, Phillip Rhys Chaudhary, Kiefer Sutherland et Sarah Wynter.
- 9e cérémonie des Critics' Choice Movie Awards 2004 : Meilleure distribution dans une comédie musicale pour Les Grandes Retrouvailles (A Mighty Wind) (2003) partagée avec Bob Balaban, Ed Begley Jr., Christopher Guest, Jennifer Coolidge, John Michael Higgins, Michael Hitchcock, Linda Kash, Don Lake, Eugene Levy, Jane Lynch, Michael Mantell, Michael McKean, Larry Miller, Christopher Moynihan, Catherine O'Hara, Jim Piddock, Parker Posey, Harry Shearer, Deborah Theaker et Fred Willard......
- 2004 : International Online Cinema Awards de la meilleure distribution dans une comédie musicale pour Les Grandes Retrouvailles (A Mighty Wind) (2003) partagée avec Bob Balaban, Ed Begley Jr., Christopher Guest, Jennifer Coolidge, John Michael Higgins, Michael Hitchcock, Linda Kash, Don Lake, Eugene Levy, Jane Lynch, Michael Mantell, Michael McKean, Larry Miller, Christopher Moynihan, Catherine O'Hara, Jim Piddock, Parker Posey, Harry Shearer, Deborah Theaker et Fred Willard.....
- 2004 :  Online Film & Television Association Awards de la meilleure distribution dans une comédie musicale pour Les Grandes Retrouvailles (A Mighty Wind) (2003) partagée avec Bob Balaban, Ed Begley Jr., Christopher Guest, Jennifer Coolidge, John Michael Higgins, Michael Hitchcock, Linda Kash, Don Lake, Eugene Levy, Jane Lynch, Michael Mantell, Michael McKean, Larry Miller, Christopher Moynihan, Catherine O'Hara, Jim Piddock, Parker Posey, Harry Shearer, Deborah Theaker et Fred Willard.....
- 2004 : Phoenix Film Critics Society Awards de la meilleure distribution dans une comédie musicale pour Les Grandes Retrouvailles (A Mighty Wind) (2003) partagée avec Bob Balaban, Ed Begley Jr., Christopher Guest, Jennifer Coolidge, John Michael Higgins, Michael Hitchcock, Linda Kash, Don Lake, Eugene Levy, Jane Lynch, Michael Mantell, Michael McKean, Larry Miller, Christopher Moynihan, Catherine O'Hara, Jim Piddock, Parker Posey, Harry Shearer, Deborah Theaker et Fred Willard.

### Récompenses
- 2004 : Florida Film Critics Circle Awards de la meilleure distribution dans une comédie musicale pour Les Grandes Retrouvailles (A Mighty Wind) (2003) partagée avec Bob Balaban, Ed Begley Jr., Christopher Guest, Jennifer Coolidge, John Michael Higgins, Michael Hitchcock, Linda Kash, Don Lake, Eugene Levy, Jane Lynch, Michael Mantell, Michael McKean, Larry Miller, Christopher Moynihan, Catherine O'Hara, Jim Piddock, Parker Posey, Harry Shearer, Deborah Theaker et Fred Willard.